# Léo Westermann

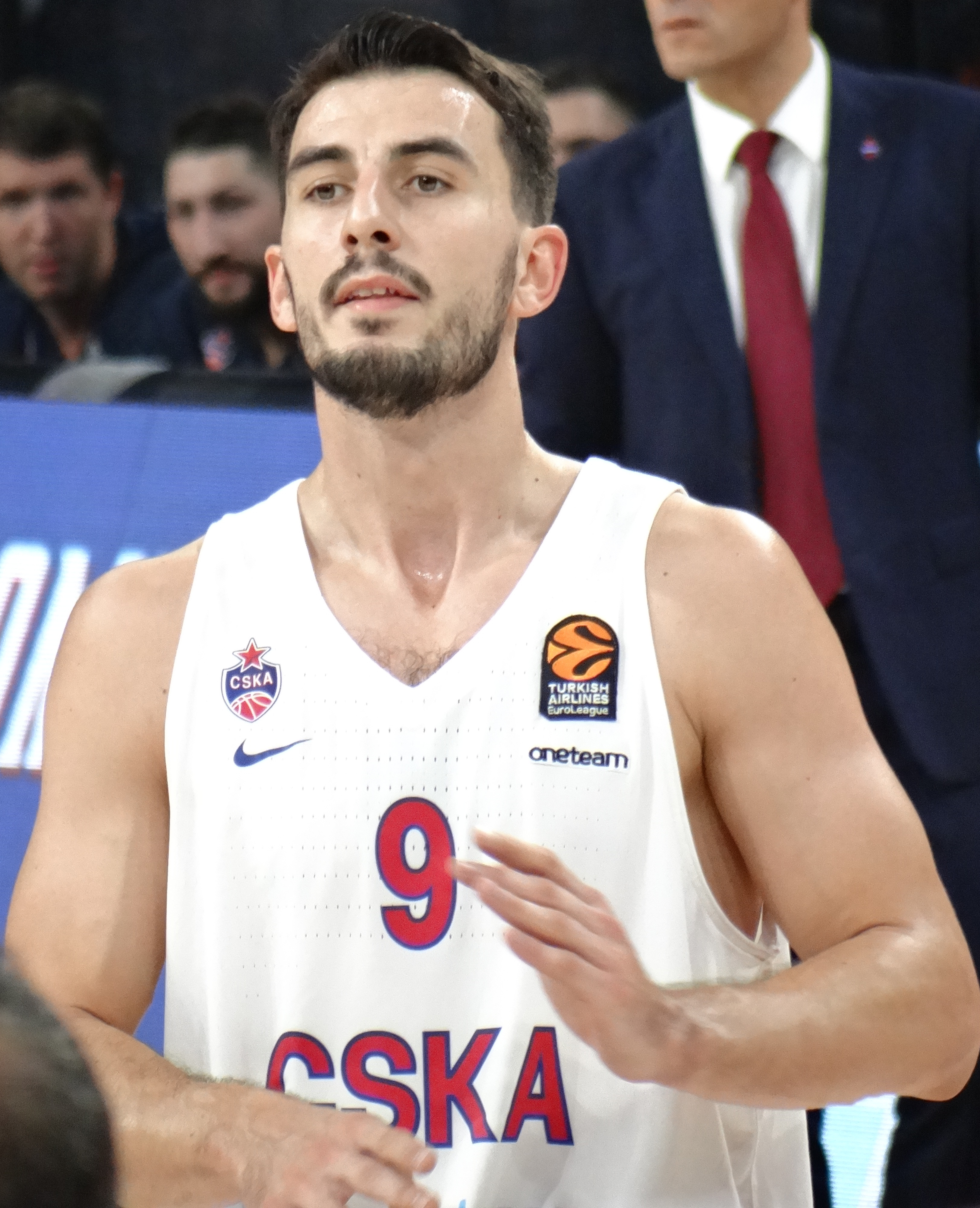
Westermann in 2017

Léo Joseph Paul Westermann (ur. 24 lipca 1992 w Haguenau) – francuski koszykarz, występujący na pozycji rozgrywającego, reprezentant kraju, aktualnie zawodnik AS Monako Basket.
W 2012 wystąpił w meczu wschodzących gwiazd – Nike Hoop Summit.
24 września 2018 dołączył do litewskiego Žalgirisu Kowno.
29 lipca 2021 został zawodnikiem AS Monako Basket.

## Osiągnięcia
Stan na 14 sierpnia 2021, na podstawie, o ile nie zaznaczono inaczej.

### Drużynowe
- Mistrz:
  - Ligi Adriatyckiej (2013)
  - Hiszpanii (2021)
  - VTB/Rosji (2018)
  - Francji (2015)
  - Serbii (2013, 2014)
  - Litwy (2017, 2019)
- Zdobywca pucharu:
  - Hiszpanii (2021)
  - Turcji (2020)
  - Litwy (2017)
- Finalista:
  - pucharu:
    - Serbii (2013)
    - Litwy (2019)

  - Superpucharu Hiszpanii (2020)

### Indywidualne
- Uczestnik meczu gwiazd ligi francuskiej (2015)

### Reprezentacyjne
Seniorów
- Brązowy medalista mistrzostw Europy (2015)
- Uczestnik mistrzostw Europy (2015)

Młodzieżowe
- Wicemistrz:
  - Europy U–18 (2009)
  - Europy U–20 (2012)
- Brązowy medalista mistrzostw Europy U–20 (2011)
- MVP mistrzostw Europy U–20 (2012)
- Zaliczony do I składu Eurobasketu U–20 (2012)
- Uczestnik mistrzostw Europy U–16 (2007, 2008)
- Lider Eurobasketu U–16 w asystach (2008)